# Plaza Los Conquistadores

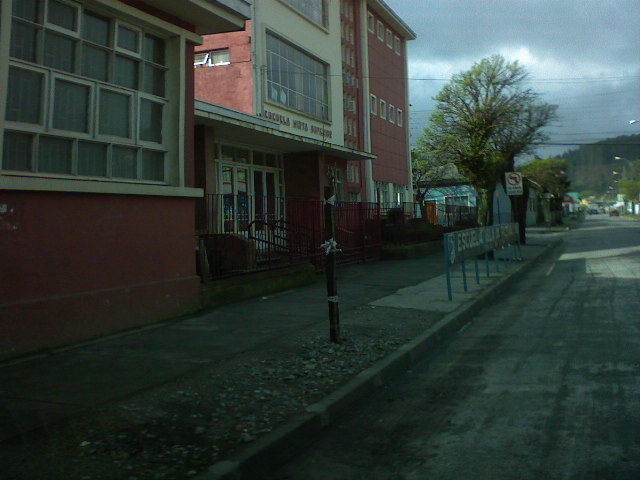
Escuela Isla de Pascua (al frente de la plaza de armas).

La Plaza de Penco o Plaza Los Conquistadores es una plaza ubicada en pleno centro de la comuna de Penco, sin embargo dicho lugar es más conocido como plaza de Armas pero ésta nominación se le atribuye en homenaje a los conquistadores españoles que fundaron la ciudad de Concepción en el año 1550 en esta comuna. Punto de encuentro entre sus habitantes todo el año.

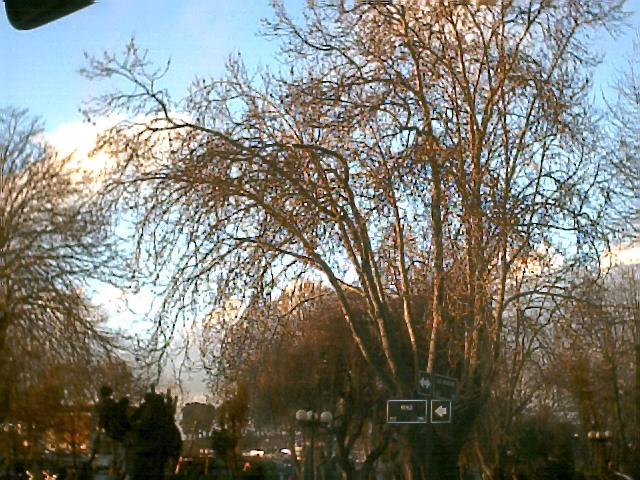
Árboles en la Plaza de Penco.

La plaza surge desde que se inicia el poblado actual de Penco en 1842 pero su actual estructuración se inicia en el año 1939 y termina en 1941 a raíz del terremoto ocurrido en la comuna a fines de la década del 30. Hasta antes de esa fecha la plaza se caracterizó por la cantidad de árboles autóctones de enorme altura que proporcionaban sombra para los transeúntes y su interior pocas veces se pavimentaba, hubo una gran cantidad de piso de tierra natural, una plaza de perfil rural o natural. (Extraído de la edición Todo Penco).
En el día de hoy se puede apreciar la Escultura de Las Américas en alusión al día de la raza, además de la pileta, una plataforma en el centro de dicho lugar, el escenario (o anfiteatro) donde se realizan diversas actividades en el transcurso del año, una lápida que entrega un reconocimiento a un momento de la Colonia en dicho lugar sin olvidar de la definición del nombre de la plaza. Para concluir, la cantidad de locomoción colectiva que transita por sus calles.
Cerca de la plaza se ubica el municipio, la parroquia Nuestra Señora del Carmen, la comisaría de carabineros, la oficina de la cámara de comercio y el tradicional comercio.
- Datos: Q6079647